# Neomysis orientalis
Neomysis orientalis är en kräftdjursart som beskrevs av Ii 1964. Neomysis orientalis ingår i släktet Neomysis och familjen Mysidae. Inga underarter finns listade i Catalogue of Life.